# واروواژه

آناگرام listen و silent

واروواژه یا آناگرام (به انگلیسی: Anagram، با تفاوت جزئی در تمام زبان‌های اروپایی) نوعی بازی با حروف است به گونه‌ای که با جابجایی حروف یک واژه یا عبارت بتوان واژه یا عبارت معنادار جدیدی ساخت. مثلاً با جابجایی حروف در واژه «زیبا» می‌توان واژه تازه «بازی» را ایجاد کرد. معمولاً هرچه تعداد حروف یک واروواژه بیشتر باشد آن واروواژه جذاب تر و و یافتن عبارت جدید از آن مشکل‌تر است. علاوه بر آن یک واروواژه خوب به گونه‌ای است که بین هر دو عبارت نوعی رابطه مفهومی وجود داشته باشد. مثلا واروواژه Clint Eastwood می‌شود: Old West action.
در واروواژه‌های اروپایی (مانند انگلیسی) به بزرگ و کوچک بودن حروف توجه نمی‌شود. همچنین می‌توان برخی نشانه‌ها و علائم دستور زبان را برای معنی دار شدن عبارت جدید به کار گرفت.

## نمونه‌های فارسی
- باد = ادب
- ویران = روانی
- وزارت = ترازو
- ارسال = سالار
- اکبر = رکاب = ربکا
- بابک = کباب
- انبار = باران
- هنر = نهر

## نمونه‌های انگلیسی
- Iran = Rain
- Tokyo = Kyoto
- Bar = Bra = Rab
- George Bush = He Bugs Gore
- William Shakespeare = I am a weakish speller
- Silent = Listen